# Kuba na Letnich Igrzyskach Olimpijskich 1968
Kubę na Letnich Igrzyskach Olimpijskich 1968, które odbyły się w Meksyku reprezentowało 115 zawodników. Zdobyli oni 4 srebrne medale, zajmując 31. miejsce w klasyfikacji medalowej. 
Był to dziesiąty start reprezentacji Kuby na letnich igrzyskach olimpijskich.

## Zdobyte medale
| Medal  | Zawodnik                                                          | Dyscyplina    | Konkurencja                 | Rezultat                                                  | Data            |
| ------ | ----------------------------------------------------------------- | ------------- | --------------------------- | --------------------------------------------------------- | --------------- |
| Srebro | Hermes Ramírez Juan Morales Pablo Montes Enrique Figuerola        | Lekkoatletyka | sztafeta 4 × 100 m mężczyzn | 38,40 s                                                   | 20 października |
| Srebro | Marlene Elejalde Fulgencia Romay Violeta Quesada Miguelina Cobián | Lekkoatletyka | sztafeta 4 × 100 m kobiet   | 43,36 s                                                   | 20 października |
| Srebro | Enrique Regüeiferos                                               | Boks          | waga lekkopółśrednia        | W finale przegrał z reprezentantem Polski Jerzym Kulejem  | 26 października |
| Srebro | Rolando Garbey                                                    | Boks          | waga lekkośrednia           | W finale przegrał z reprezentantem ZSRR Borisem Łagutinem | 26 października |

## Reprezentanci

### Boks
Mężczyźni
| Zawodnik            | Konkurencja | 1/64                 | 1/32             | 1/16             | Ćwierćfinał      | Półfinał         | Finał            | Finał   |
| Zawodnik            | Konkurencja | Przeciwnik Wynik     | Przeciwnik Wynik | Przeciwnik Wynik | Przeciwnik Wynik | Przeciwnik Wynik | Przeciwnik Wynik | Miejsce |
| ------------------- | ----------- | -------------------- | ---------------- | ---------------- | ---------------- | ---------------- | ---------------- | ------- |
| Rafael Carbonell    | 48 kg       | —                    | BYE              | Rodríguez P 0-5  | NQ               | NQ               | NQ               | 9.      |
| Orlando Martínez    | 51 kg       | —                    | Badari P 1-4     | NQ               | NQ               | NQ               | NQ               | 17.     |
| Fermín Espinosa     | 54 kg       | Udompaichitkul P 1-4 | NQ               | NQ               | NQ               | NQ               | NQ               | 17.     |
| Francisco Oduardo   | 57 kg       | —                    | García P 2-3     | NQ               | NQ               | NQ               | NQ               | 17.     |
| Roberto Caminero    | 60 kg       | BYE                  | Grudzień P 0-5   | NQ               | NQ               | NQ               | NQ               | 17.     |
| Enrique Regüeiferos | 63,5 kg     | Waller W RSC         | BYE              | Vasile W RSC     | Frołow W 3-2     | Wallington W 4-1 | Kulej P 2-3      | srebro  |
| Andrés Molina       | 67 kg       | BYE                  | Wolke P 1-4      | NQ               | NQ               | NQ               | NQ               | 17.     |
| Rolando Garbey      | 71 kg       | —                    | McCusker W RSC   | Dahn W 3-2       | Blake W RSC      | Baldwin W 4-1    | Łagutin P 0-5    | srebro  |
| Raúl Marrero        | 75 kg       | —                    | BYE              | Jones P 0-5      | NQ               | NQ               | NQ               | 9.      |
| Gregorio Aldama     | 81 kg       | —                    | BYE              | Pozniakas P TKO  | NQ               | NQ               | NQ               | 9.      |
| Nancio Carrillo     | + 81 kg     | —                    | —                | Anders P RSC     | NQ               | NQ               | NQ               | 9.      |

### Gimnastyka
Mężczyźni
| Zawodnik                                                                                  | Konkurencja                 | Finał    | Finał    | Finał    | Finał    | Finał    | Finał    | Finał  | Finał   |
| Zawodnik                                                                                  | Konkurencja                 | Przyrząd | Przyrząd | Przyrząd | Przyrząd | Przyrząd | Przyrząd | Razem  | Miejsce |
| Zawodnik                                                                                  | Konkurencja                 | FX       | PH       | SR       | VT       | PB       | HB       | Razem  | Miejsce |
| ----------------------------------------------------------------------------------------- | --------------------------- | -------- | -------- | -------- | -------- | -------- | -------- | ------ | ------- |
| Jorge Rodríguez                                                                           | ćwiczenia wolne             | 18.40    | —        | —        | —        | —        | —        | 18.40  | 28.     |
| Jorge Rodríguez                                                                           | ćwiczenia na koniu z łękami | —        | 16.10    | —        | —        | —        | —        | 16.10  | 99.     |
| Jorge Rodríguez                                                                           | ćwiczenia na kółkach        | —        | —        | 17.15    | —        | —        | —        | 17.15  | 82.     |
| Jorge Rodríguez                                                                           | skok                        | —        | —        | —        | 18.05    | —        | —        | 18.05  | 83.     |
| Jorge Rodríguez                                                                           | ćwiczenia na poręczach      | —        | —        | —        | —        | 17.10    | —        | 17.10  | 98.     |
| Jorge Rodríguez                                                                           | ćwiczenia na drążku         | —        | —        | —        | —        | —        | 17.95    | 17.95  | 71.     |
| Jorge Rodríguez                                                                           | wielobój indywidualny       | 18.40    | 16.10    | 17.15    | 18.05    | 17.10    | 17.95    | 104.75 | 86.     |
| Héctor Ramírez                                                                            | ćwiczenia wolne             | 9.05     | —        | —        | —        | —        | —        | 9.05   | 115.    |
| Héctor Ramírez                                                                            | ćwiczenia na koniu z łękami | —        | 12.80    | —        | —        | —        | —        | 12.80  | 109.    |
| Héctor Ramírez                                                                            | ćwiczenia na kółkach        | —        | —        | 16.45    | —        | —        | —        | 16.45  | 97.     |
| Héctor Ramírez                                                                            | skok                        | —        | —        | —        | 17.70    | —        | —        | 17.70  | 87.     |
| Héctor Ramírez                                                                            | ćwiczenia na poręczach      | —        | —        | —        | —        | 16.55    | —        | 16.55  | 107.    |
| Héctor Ramírez                                                                            | ćwiczenia na drążku         | —        | —        | —        | —        | —        | 18.20    | 18.20  | 61.     |
| Héctor Ramírez                                                                            | wielobój indywidualny       | 9.05     | 12.80    | 16.45    | 17.70    | 16.55    | 18.20    | 90.75  | 111.    |
| Roberto Pumpido                                                                           | ćwiczenia wolne             | 17.95    | —        | —        | —        | —        | —        | 17.95  | 55.     |
| Roberto Pumpido                                                                           | ćwiczenia na koniu z łękami | —        | 14.65    | —        | —        | —        | —        | 14.65  | 105.    |
| Roberto Pumpido                                                                           | ćwiczenia na kółkach        | —        | —        | 16.25    | —        | —        | —        | 16.25  | 100.    |
| Roberto Pumpido                                                                           | skok                        | —        | —        | —        | 17.70    | —        | —        | 17.70  | 87.     |
| Roberto Pumpido                                                                           | ćwiczenia na poręczach      | —        | —        | —        | —        | 17.70    | —        | 17.70  | 83.     |
| Roberto Pumpido                                                                           | ćwiczenia na drążku         | —        | —        | —        | —        | —        | 17.40    | 17.40  | 92.     |
| Roberto Pumpido                                                                           | wielobój indywidualny       | 17.95    | 14.65    | 16.25    | 17.70    | 17.70    | 17.40    | 101.65 | 95.     |
| Luis Ramírez                                                                              | ćwiczenia wolne             | 17.50    | —        | —        | —        | —        | —        | 17.50  | 78.     |
| Luis Ramírez                                                                              | ćwiczenia na koniu z łękami | —        | 14.55    | —        | —        | —        | —        | 14.55  | 107.    |
| Luis Ramírez                                                                              | ćwiczenia na kółkach        | —        | —        | 17.50    | —        | —        | —        | 17.50  | 74.     |
| Luis Ramírez                                                                              | skok                        | —        | —        | —        | 17.45    | —        | —        | 17.45  | 99.     |
| Luis Ramírez                                                                              | ćwiczenia na poręczach      | —        | —        | —        | —        | 17.20    | —        | 17.20  | 95.     |
| Luis Ramírez                                                                              | ćwiczenia na drążku         | —        | —        | —        | —        | —        | 16.75    | 16.75  | 101.    |
| Luis Ramírez                                                                              | wielobój indywidualny       | 17.90    | 16.85    | 16.35    | 17.45    | 17.20    | 16.75    | 104.05 | 100.    |
| Octavio Suárez                                                                            | ćwiczenia wolne             | 16.85    | —        | —        | —        | —        | —        | 16.85  | 91.     |
| Octavio Suárez                                                                            | ćwiczenia na koniu z łękami | —        | 17.55    | —        | —        | —        | —        | 17.55  | 58.     |
| Octavio Suárez                                                                            | ćwiczenia na kółkach        | —        | —        | 17.65    | —        | —        | —        | 17.65  | 63.     |
| Octavio Suárez                                                                            | skok                        | —        | —        | —        | 17.55    | —        | —        | 17.55  | 96.     |
| Octavio Suárez                                                                            | ćwiczenia na poręczach      | —        | —        | —        | —        | 17.20    | —        | 17.20  | 95.     |
| Octavio Suárez                                                                            | ćwiczenia na drążku         | —        | —        | —        | —        | —        | 16.70    | 16.70  | 104.    |
| Octavio Suárez                                                                            | wielobój indywidualny       | 16.85    | 17.55    | 17.65    | 17.55    | 17.20    | 16.70    | 103.50 | 92.     |
| Luis Navarrete                                                                            | ćwiczenia wolne             | 15.80    | —        | —        | —        | —        | —        | 15.80  | 106.    |
| Luis Navarrete                                                                            | ćwiczenia na koniu z łękami | —        | 16.15    | —        | —        | —        | —        | 16.15  | 98.     |
| Luis Navarrete                                                                            | ćwiczenia na kółkach        | —        | —        | 13.65    | —        | —        | —        | 13.65  | 113.    |
| Luis Navarrete                                                                            | skok                        | —        | —        | —        | 17.60    | —        | —        | 17.60  | 94.     |
| Luis Navarrete                                                                            | ćwiczenia na poręczach      | —        | —        | —        | —        | 16.00    | —        | 16.00  | 110.    |
| Luis Navarrete                                                                            | ćwiczenia na drążku         | —        | —        | —        | —        | —        | 15.25    | 15.25  | 111.    |
| Luis Navarrete                                                                            | wielobój indywidualny       | 15.80    | 16.15    | 13.65    | 17.60    | 16.00    | 15.25    | 94.45  | 108.    |
| Jorge Rodríguez Héctor Ramírez Roberto Pumpido Luis Ramírez Luis Navarrete Héctor Ramírez | wielobój drużynowy          | 88.55    | 80.55    | 85.00    | 88.80    | 86.20    | 87.75    | 516.85 | 15.     |

Kobiety
| Zawodniczka                                                                            | Konkurencja             | Finał    | Finał    | Finał    | Finał    | Finał  | Finał   |
| Zawodniczka                                                                            | Konkurencja             | Przyrząd | Przyrząd | Przyrząd | Przyrząd | Razem  | Miejsce |
| Zawodniczka                                                                            | Konkurencja             | FX       | VT       | UB       | BB       | Razem  | Miejsce |
| -------------------------------------------------------------------------------------- | ----------------------- | -------- | -------- | -------- | -------- | ------ | ------- |
| Zulema Bregado                                                                         | ćwiczenia wolne         | 18.10    | —        | —        | —        | 18.10  | 40.     |
| Zulema Bregado                                                                         | skok                    | —        | 15.60    | —        | —        | 15.60  | 93.     |
| Zulema Bregado                                                                         | ćwiczenia na poręczach  | —        | —        | 17.35    | —        | 17.35  | 71.     |
| Zulema Bregado                                                                         | ćwiczenia na równoważni | —        | —        | —        | 17.00    | 17.00  | 62.     |
| Zulema Bregado                                                                         | wielobój indywidualny   | 18.10    | 15.60    | 17.35    | 17.00    | 68.05  | 63.     |
| Nereida Bauta                                                                          | ćwiczenia wolne         | 17.35    | —        | —        | —        | 17.35  | 74.     |
| Nereida Bauta                                                                          | skok                    | —        | 16.20    | —        | —        | 16.20  | 87.     |
| Nereida Bauta                                                                          | ćwiczenia na poręczachy | —        | —        | 12.75    | —        | 12.75  | 98.     |
| Nereida Bauta                                                                          | ćwiczenia na równoważni | —        | —        | —        | 16.55    | 17.55  | 79.     |
| Nereida Bauta                                                                          | wielobój indywidualny   | 17.35    | 16.20    | 12.75    | 16.55    | 62.85  | 91.     |
| Nancy Aldama                                                                           | ćwiczenia wolne         | 17.35    | —        | —        | —        | 17.35  | 74.     |
| Nancy Aldama                                                                           | skok                    | —        | 16.15    | —        | —        | 16.15  | 89.     |
| Nancy Aldama                                                                           | ćwiczenia na poręczach  | —        | —        | 16.00    | —        | 16.00  | 84.     |
| Nancy Aldama                                                                           | ćwiczenia na równoważni | —        | —        | —        | 17.50    | 17.50  | 52.     |
| Nancy Aldama                                                                           | wielobój indywidualny   | 17.35    | 16.15    | 16.00    | 17.50    | 67.00  | 83.     |
| Miriam Villacián                                                                       | ćwiczenia wolne         | 17.00    | —        | —        | —        | 17.00  | 87.     |
| Miriam Villacián                                                                       | skok                    | —        | 16.85    | —        | —        | 16.85  | 83.     |
| Miriam Villacián                                                                       | ćwiczenia na poręczach  | —        | —        | 17.50    | —        | 17.50  | 55.     |
| Miriam Villacián                                                                       | ćwiczenia na równoważni | —        | —        | —        | 16.75    | 16.75  | 82.     |
| Miriam Villacián                                                                       | wielobój indywidualny   | 16.00    | 16.85    | 17.50    | 16.75    | 68.10  | 72.     |
| Suzette Blanco                                                                         | ćwiczenia wolne         | 16.95    | —        | —        | —        | 16.95  | 88.     |
| Suzette Blanco                                                                         | skok                    | —        | 16.20    | —        | —        | 26.20  | 87.     |
| Suzette Blanco                                                                         | ćwiczenia na poręczach  | —        | —        | 12.90    | —        | 12.90  | 97.     |
| Suzette Blanco                                                                         | ćwiczenia na równoważni | —        | —        | —        | 16.80    | 16.80  | 70.     |
| Suzette Blanco                                                                         | wielobój indywidualny   | 16.95    | 16.20    | 12.90    | 16.80    | 62.85  | 91.     |
| Yolanda Vega                                                                           | ćwiczenia wolne         | 16.60    | —        | —        | —        | 16.60  | 96.     |
| Yolanda Vega                                                                           | skok                    | —        | 14.10    | —        | —        | 14.10  | 96.     |
| Yolanda Vega                                                                           | ćwiczenia na poręczach  | —        | —        | 15.65    | —        | 15.65  | 91.     |
| Yolanda Vega                                                                           | ćwiczenia na równoważni | —        | —        | —        | 14.85    | 14.85  | 93.     |
| Yolanda Vega                                                                           | wielobój indywidualny   | 16.60    | 14.10    | 15.65    | 14.85    | 61.20  | 95.     |
| Zulema Bregado Nereida Bauta Nancy Aldama Miriam Villacián Suzette Blanco Yolanda Vega | wielobój drużynowy      | 86.75    | 81.00    | 80.30    | 84.80    | 332.85 | 13.     |

### Kolarstwo

#### Kolarstwo szosowe
Mężczyźni 
| Zawodniczka          | Konkurencja                | Czas | Miejsce |
| -------------------- | -------------------------- | ---- | ------- |
| Sergio Martínez      | Wyścig ze startu wspólnego | DNF  | DNF     |
| Roberto Menéndez     | Wyścig ze startu wspólnego | DNF  | DNF     |
| Ulises Váldez        | Wyścig ze startu wspólnego | DNF  | DNF     |
| Raúl Marcelo Vázquez | Wyścig ze startu wspólnego | DNF  | DNF     |

#### Kolarstwo torowe
Mężczyźni
| Zawodnik                 | Konkurencja | Runda 1                        | Repasaż 1                      | Runda 2         | Repasaż 2       | 1/8             | Repasaż 3       | Ćwierćfinały    | Półfinały       | Finał   | Finał |
| Zawodnik                 | Konkurencja | Przeciwnik/Przeciwnicy Miejsce | Przeciwnik/Przeciwnicy Miejsce | Przeciwnik Czas | Przeciwnik Czas | Przeciwnik Czas | Przeciwnik Czas | Przeciwnik Czas | Przeciwnik Czas | Pozycja |       |
| ------------------------ | ----------- | ------------------------------ | ------------------------------ | --------------- | --------------- | --------------- | --------------- | --------------- | --------------- | ------- | ----- |
| Juan Reyes               | Sprint      | Morelon Roxas 2.               | King Gwon 2.                   | NQ              | NQ              | NQ              | NQ              | NQ              | NQ              | NQ      |       |
| Raúl Marcelo Vázquez     | Sprint      | Jelínek Nicholson 3.           | Kravtsov 2.                    | NQ              | NQ              | NQ              | NQ              | NQ              | NQ              | NQ      |       |
| Juan Reyes Ulises Váldez | Tandem      | Włochy · 2.                    | ZSRR · Meksyk · 2.             | —               | —               | —               | —               | NQ              | NQ              | NQ      |       |

| Zawodnik                                                              | Konkurencja                        | Kwalifikacje | Kwalifikacje | Ćwierćfinał | Ćwierćfinał | Półfinał | Półfinał | Finał   | Finał   |
| Zawodnik                                                              | Konkurencja                        | Czas         | Pozycja      | Czas        | Pozycja     | Czas     | Pozycja  | Czas    | Pozycja |
| --------------------------------------------------------------------- | ---------------------------------- | ------------ | ------------ | ----------- | ----------- | -------- | -------- | ------- | ------- |
| Raúl Marcelo Vázquez                                                  | 1 km na czas                       | —            | —            | —           | —           | —        | —        | 1:08,96 | 24.     |
| Inocente Lizano                                                       | wyścig indywidualny na dochodzenie | OT           | DNF          | NQ          | NQ          | NQ       | NQ       | NQ      | NQ      |
| Sergio Martínez Roberto Menéndez Raúl Marcelo Vázquez Inocente Lizano | wyścig drużynowy na dochodzenie    | 4:34,96      | NQ           | NQ          | NQ          | NQ       | NQ       | NQ      | NQ      |

### Koszykówka
Mężczyźni
| Imię i nazwisko   | Data urodzenia | Wzrost (cm) |
| ----------------- | -------------- | ----------- |
| Carlos del Pozo   | 06.04.1943     | 198         |
| César Valdés      | 26.04.1942     | 186         |
| Conrado Pérez     | 21.12.1950     | 181         |
| Franklin Standard | 08.06.1949     | 197         |
| Inocente Cuesta   | 28.12.1943     | 180         |
| Jacinto González  | 11.08.1941     | 189         |
| Miguel Calderón   | 30.10.1950     | 183         |
| Miguel Montalvo   | 27.07.1943     | 198         |
| Pablo García      | 03.02.1946     | 187         |
| Pedro Chappé      | 16.04.1945     | 195         |
| Rafael Cañizares  | 24.03.1950     | 180         |
| Ruperto Herrera   | 06.12.1949     | 198         |

Grupa B
| Drużyna          | M | W | P | P+  | P-  | P=   | Pkt |
| ---------------- | - | - | - | --- | --- | ---- | --- |
| ZSRR             | 7 | 7 | 0 | 642 | 408 | +234 | 14  |
| Brazylia         | 7 | 6 | 1 | 561 | 418 | +143 | 12  |
| Meksyk           | 7 | 5 | 2 | 493 | 443 | +50  | 10  |
| Polska           | 7 | 4 | 3 | 473 | 504 | -31  | 8   |
| Bułgaria         | 7 | 3 | 4 | 356 | 478 | -22  | 6   |
| Kuba             | 7 | 2 | 5 | 514 | 532 | -18  | 4   |
| Korea Południowa | 7 | 1 | 6 | 453 | 530 | -77  | 2   |
| Maroko           | 7 | 0 | 7 | 355 | 634 | -279 | 0   |

| 13 października 1968 | Kuba | 61:70 | Białoruś |  |
|                      |      |       |          |  |

| 14 października 1968 | Meksyk | 76:75 | Kuba |  |
|                      |        |       |      |  |

| 15 października 1968 | Polska | 78:75 | Kuba |  |
|                      |        |       |      |  |

| 16 października 1968 | Korea Południowa | 71:80 | Kuba |  |
|                      |                  |       |      |  |

| 18 października 1968 | ZSRR | 100:66 | Kuba |  |
|                      |      |        |      |  |

| 19 października 1968 | Kuba | 68:84 | Brazylia |  |
|                      |      |       |          |  |

| 20 października 1968 | Kuba | 53:89 | Maroko |  |
|                      |      |       |        |  |

Mecze o miejsca 9.-12.
| 23 października 1968 | Portoryko | 71:65 | Kuba |  |
|                      |           |       |      |  |

Mecz o 11. miejsce
| 24 października 1968 | Kuba | 91:88 | Panama |  |
|                      |      |       |        |  |

### Lekkoatletyka
Mężczyźni
Konkurencje biegowe
| Zawodnik                                                   | Konkurencja        | Eliminacje | Eliminacje | Ćwierćfinał | Ćwierćfinał | Półfinał | Półfinał | Finał   | Finał   |
| Zawodnik                                                   | Konkurencja        | Wynik      | Miejsce    | Wynik       | Miejsce     | Wynik    | Miejsce  | Wynik   | Miejsce |
| ---------------------------------------------------------- | ------------------ | ---------- | ---------- | ----------- | ----------- | -------- | -------- | ------- | ------- |
| Pablo Montes                                               | 100 m              | 10,14      | 1. Q       | 10,31       | 1. Q        | 10,19    | 3. Q     | 10,14   | 4.      |
| Enrique Figuerola                                          | 100 m              | 10,40      | 1. Q       | 10,23       | 3. Q        | 10,23    | 5.       | NQ      | NQ      |
| Hermes Ramírez                                             | 100 m              | 10,10 =WR  | 1. Q       | 10,31       | 1. Q        | 10,25    | 6.       | NQ      | NQ      |
| Rodobaldo Díaz                                             | 400 m              | 46,48      | 4. Q       | 46,38       | 6.          | NQ       | NQ       | NQ      | NQ      |
| Eddy Téllez                                                | 400 m              | 46,80      | 5.         | NQ          | NQ          | NQ       | NQ       | NQ      | NQ      |
| Carlos Martínez                                            | 400 m              | 47,28      | 6.         | NQ          | NQ          | NQ       | NQ       | NQ      | NQ      |
| Juan Morales                                               | 110 m ppł          | 13,94      | 3. Q       | —           | —           | 14,08    | 7.       | NQ      | NQ      |
| Miguel Olivera                                             | 400 m ppł          | 51,98      | 7.         | —           | —           | NQ       | NQ       | NQ      | NQ      |
| Juan García                                                | 400 m ppł          | 51,87      | 7.         | —           | —           | NQ       | NQ       | NQ      | NQ      |
| Euclides Calzado                                           | chód na 20 km      | —          | —          | —           | —           | —        | —        | 1:49,27 | 27.     |
| Hermes Ramírez Juan Morales Pablo Montes Enrique Figuerola | sztafeta 4 × 100 m | 38,76 =OR  | 1. Q       | —           | —           | 38,64    | 1. Q     | 38,40   | srebro  |
| Carlos Martínez Eddy Téllez Miguel Olivera Rodobaldo Díaz  | sztafeta 4 × 400 m | 3:05,28    | 4.         | —           | —           | —        | —        | NQ      | NQ      |

Konkurencje techniczne
| Konkurencja    | Zawodnik        | Eliminacje | Eliminacje | Finał    | Finał   | Pozycja |
| Konkurencja    | Zawodnik        | Rezultat   | Pozycja    | Rezultat | Pozycja | Pozycja |
| -------------- | --------------- | ---------- | ---------- | -------- | ------- | ------- |
| Rzut dyskiem   | Modesto Mederos | 52,30      | 23.        | NQ       | NQ      | 23.     |
| Rzut oszczepem | Aurelio Janet   | 80,10      | 11.        | 74,88    | 11.     | 11.     |

Kobiety
Konkurencje biegowe
| Zawodniczka                                                       | Konkurencja        | Eliminacje | Eliminacje | Ćwierćfinał | Ćwierćfinał | Półfinał | Półfinał | Finał | Finał   |
| Zawodniczka                                                       | Konkurencja        | Wynik      | Miejsce    | Wynik       | Miejsce     | Wynik    | Miejsce  | Wynik | Miejsce |
| ----------------------------------------------------------------- | ------------------ | ---------- | ---------- | ----------- | ----------- | -------- | -------- | ----- | ------- |
| Miguelina Cobián                                                  | 100 m              | 11,48      | 3. Q       | 11,41       | 4. Q        | 11,63    | 4. Q     | 11,61 | 8.      |
| Fulgencia Romay                                                   | 100 m              | 11,53      | 2. Q       | 11,47       | 4. Q        | 11,52    | 5.       | NQ    | NQ      |
| Violeta Quesada                                                   | 100 m              | 23,50      | 2. Q       | 11,65       | 5.          | NQ       | NQ       | NQ    | NQ      |
| Miguelina Cobián                                                  | 200 m              | 23,50      | 2. Q       | —           | —           | 23,39    | 6.       | NQ    | NQ      |
| Fulgencia Romay                                                   | 200 m              | 23,71      | 3. Q       | —           | —           | DNS      | DNS      | DNS   | DNS     |
| Aurelia Pentón                                                    | 400 m              | 52,86      | 1. Q       | —           | —           | 54,08    | 1. Q     | 52,75 | 5.      |
| Marlene Elejalde                                                  | 80 m ppł           | 10,99      | 4.         | —           | —           | NQ       | NQ       | NQ    | NQ      |
| Marlene Elejalde Fulgencia Romay Violeta Quesada Miguelina Cobián | sztafeta 4 × 100 m | 44,15      | 4. Q       | —           | —           | —        | —        | 43,36 | srebro  |

Konkurencje techniczne
| Konkurencja | Zawodniczka   | Eliminacje | Eliminacje | Finał    | Finał   | Pozycja |
| Konkurencja | Zawodniczka   | Rezultat   | Pozycja    | Rezultat | Pozycja | Pozycja |
| ----------- | ------------- | ---------- | ---------- | -------- | ------- | ------- |
| Skok w dal  | Marcia Garbey | 6,14       | 17.        | NQ       | NQ      | 17.     |

### Piłka wodna
Turniej mężczyzn
| Imię i nazwisko            | Data urodzenia | Wzrost (cm) |
| -------------------------- | -------------- | ----------- |
| Oscar Periche              | 31.10.1949     | 186         |
| Waldimiro Arcos            | 21.08.1948     | 175         |
| Miguel García              | 29.09.1946     | 178         |
| Rolando Valdés             | 01.07.1941     | 173         |
| Rubén Junco                | 12.02.1950     | 154         |
| Guillermo Martínez Ginoris | 25.06.1943     | 185         |
| Chepe Rodríguez            | 08.07.1951     | 178         |
| Osvaldo García             | 18.12.1950     | 173         |
| Roberto Rodríguez          | 03.01.1951     | 170         |
| Guillermo Cañete           | 11.07.1949     | 180         |
| Jesús Pérez                | 08.12.1948     | 186         |

Grupa A
| Drużyna           | M | W | R | P | G+ | G- | G=  | Pkt |
| ----------------- | - | - | - | - | -- | -- | --- | --- |
| Węgry             | 5 | 5 | 0 | 0 | 50 | 29 | 21  | 10  |
| Chorwacja         | 5 | 3 | 1 | 1 | 40 | 36 | 4   | 7   |
| Stany Zjednoczone | 5 | 3 | 0 | 2 | 52 | 42 | 10  | 6   |
| Kuba              | 5 | 2 | 0 | 3 | 40 | 44 | -4  | 4   |
| RFN               | 5 | 1 | 1 | 3 | 41 | 43 | -2  | 3   |
| Hiszpania         | 5 | 0 | 0 | 5 | 24 | 53 | -29 | 0   |
| Brazylia          | 5 | 0 | 0 | 5 | 24 | 53 | -29 | 0   |

14 października 1968
| ZSRR | 11:4 | Kuba |

15 października 1968
| Kuba | 9:2 | Brazylia |

17 października 1968
| Kuba | 6:6 | Stany Zjednoczone |

20 października 1968
| Kuba | 7:6 | RFN |

21 października 1968
| Kuba | 4:3 | Hiszpania |

22 października 1968
| Węgry | 7:1 | Kuba |

### Pływanie
Mężczyźni
| Zawodnik        | Konkurencja       | Eliminacje | Eliminacje | Półfinał | Półfinał | Finał | Finał   |
| Zawodnik        | Konkurencja       | Czas       | Miejsce    | Czas     | Miejsce  | Czas  | Miejsce |
| --------------- | ----------------- | ---------- | ---------- | -------- | -------- | ----- | ------- |
| Gregorio Fiallo | 100 m dowolnym    | 58,2       | 4.         | NQ       | NQ       | NQ    | NQ      |
| José Martínez   | 100 m dowolnym    | 1:04,5     | 7.         | NQ       | NQ       | NQ    | NQ      |
| Gregorio Fiallo | 200 m dowolnym    | 2:10,5     | 6.         | —        | —        | NQ    | NQ      |
| José Martínez   | 200 m dowolnym    | 2:16,1     | 6.         | —        | —        | NQ    | NQ      |
| Gregorio Fiallo | 200 m dowolnym    | 4:41,5     | 5.         | —        | —        | NQ    | NQ      |
| Eliseo Vidal    | 100 m grzbietowym | 1:06,4     | 6.         | NQ       | NQ       | NQ    | NQ      |
| Eliseo Vidal    | 200 m grzbietowym | 2:21,3     | 6.         | —        | —        | NQ    | NQ      |
| José Martínez   | 200 m zmiennym    | 2:31,4     | 5.         | —        | —        | NQ    | NQ      |
| José Martínez   | 400 m zmiennym    | DQ         | DQ         | —        | —        | NQ    | NQ      |

### Podnoszenie ciężarów
Mężczyźni
| Zawodnik        | Konkurencja | Wyciskanie | Wyciskanie | Rwanie | Rwanie  | Podrzut | Podrzut | Razem | Pozycja |
| Zawodnik        | Konkurencja | Wynik      | Pozycja    | Wynik  | Pozycja | Wynik   | Pozycja | Razem | Pozycja |
| --------------- | ----------- | ---------- | ---------- | ------ | ------- | ------- | ------- | ----- | ------- |
| René Gómez      | do 75 kg    | 130        | 13.        | 120    | 11.     | 157,5   | 13.     | 407,5 | 12.     |
| Abel López      | do 75 kg    | 122,5      | 16.        | 117,5  | 13.     | 165     | 6.      | 405   | 15.     |
| Juan Curbelo    | do 82,5 kg  | 135        | 14.        | 125    | 13.     | 165     | 10.     | 425   | 13.     |
| Andrés Martínez | do 90 kg    | 130        | 21.        | 125    | 17.     | 172,5   | 12.     | 427,5 | 16.     |
| Juan Benavides  | do 90 kg    | NM         | NM         | NM     | NM      | NM      | NM      | NM    | NM      |

### Skoki do wody
Mężczyźni
| Alberto Moreno  | trampolina 3 m indywidualnie | 76.80 | 23. | NQ | NQ | NQ | NQ |
| José Luis Ponce | trampolina 3 m indywidualnie | 72.72 | 26. | NQ | NQ | NQ | NQ |
| Alberto Moreno  | wieża 10 m indywidualnie     | 78.28 | 30. | NQ | NQ | NQ | NQ |
| José Luis Ponce | wieża 10 m indywidualnie     | 80.02 | 29. | NQ | NQ | NQ | NQ |

### Strzelectwo
Mężczyźni
| Zawodnik       | Konkurencja                              | Finał  | Finał   |
| Zawodnik       | Konkurencja                              | Punkty | Miejsce |
| -------------- | ---------------------------------------- | ------ | ------- |
| Nelson Oñate   | pistolet 50 m                            | 555,0  | 7.      |
| Arturo Costa   | pistolet 50 m                            | 530,0  | 48.     |
| Raúl Llanos    | karabin małokalibrowy trzy pozycje 50 m] | 1145   | 16.     |
| Sergio Álvarez | karabin małokalibrowy trzy pozycje 50 m] | 1122   | 43.     |
| Silvio Delgado | karabin małokalibrowy leżąc 50 m         | 595    | 11.     |
| Enrique Guedes | karabin małokalibrowy leżąc 50 m         | 585    | 61.     |
| Ignacio Huguet | skeet                                    | 187    | 29.     |
| Delfín Gómez   | skeet                                    | 187    | 30.     |

### Szermierka
Mężczyźni
| Zawodnik                                                        | Konkurencja          | Pierwsza Faza grupowa                       | Pierwsza Faza grupowa | Druga Faza grupowa (indywidualnie) Ćwierćfinał (Drużynowo) | Druga Faza grupowa (indywidualnie) Ćwierćfinał (Drużynowo) | Faza Eliminacyjna (indywidualnie) Półfinał (Drużynowo) | Faza Eliminacyjna (indywidualnie) Półfinał (Drużynowo) | Runda finałowa   | Runda finałowa | Pozycja |
| Zawodnik                                                        | Konkurencja          | Przeciwnik Wynik                            | Pozycja               | Przeciwnik Wynik                                           | Pozycja                                                    | Przeciwnik Wynik                                       | Pozycja                                                | Przeciwnik Wynik | Pozycja        | Pozycja |
| --------------------------------------------------------------- | -------------------- | ------------------------------------------- | --------------------- | ---------------------------------------------------------- | ---------------------------------------------------------- | ------------------------------------------------------ | ------------------------------------------------------ | ---------------- | -------------- | ------- |
| Dagoberto Borges                                                | floret indywidualnie | NO                                          | 4. Q                  | NO                                                         | 5.                                                         | NQ                                                     | NQ                                                     | NQ               | NQ             | NQ      |
| Jesús Gil                                                       | floret indywidualnie | NO                                          | 3. Q                  | NO                                                         | 5.                                                         | NQ                                                     | NQ                                                     | NQ               | NQ             | NQ      |
| Orlando Ruíz                                                    | floret indywidualnie | NO                                          | 4. Q                  | NO                                                         | 6.                                                         | NQ                                                     | NQ                                                     | NQ               | NQ             | NQ      |
| Dagoberto Borges Jesús Gil Orlando Ruíz Eduardo Jhons           | floret drużynowo     | Meksyk · W 9-7 · Francja · P 3-9            | 2. Q                  | Węgry · P 2-9                                              | 2.                                                         | NQ                                                     | NQ                                                     | NQ               | NQ             | NQ      |
| Félix Delgado                                                   | szabla indywidualnie | NO                                          | 5.                    | NQ                                                         | NQ                                                         | NQ                                                     | NQ                                                     | NQ               | NQ             | NQ      |
| Manuel Ortíz                                                    | szabla indywidualnie | NO                                          | 5.                    | NQ                                                         | NQ                                                         | NQ                                                     | NQ                                                     | NQ               | NQ             | NQ      |
| José Narciso Díaz                                               | szabla indywidualnie | NO                                          | 7.                    | NQ                                                         | NQ                                                         | NQ                                                     | NQ                                                     | NQ               | NQ             | NQ      |
| Félix Delgado Manuel Ortíz José Narciso Díaz Joaquin Tack-Fang  | szabla drużynowo     | Polska · P 3-13 · Francja · P 3-13          | 4.                    | NQ                                                         | NQ                                                         | NQ                                                     | NQ                                                     | NQ               | NQ             | NQ      |
| Gustavo Oliveros                                                | szpada indywidualnie | NO                                          | 3. Q                  | NO                                                         | 6.                                                         | NQ                                                     | NQ                                                     | NQ               | NQ             | NQ      |
| José Antonio Díaz                                               | szpada indywidualnie | NO                                          | 6.                    | NQ                                                         | NQ                                                         | NQ                                                     | NQ                                                     | NQ               | NQ             | NQ      |
| Manuel González                                                 | szpada indywidualnie | NO                                          | 6.                    | NQ                                                         | NQ                                                         | NQ                                                     | NQ                                                     | NQ               | NQ             | NQ      |
| Gustavo Oliveros José Antonio Díaz Orlando Ruíz Manuel González | szpada drużynowo     | Francja · P 2-13 · Wielka Brytania · P 2-14 | 4.                    | NQ                                                         | NQ                                                         | NQ                                                     | NQ                                                     | NQ               | NQ             | NQ      |

Kobiety
| Zawodniczka         | Konkurencja          | Pierwsza Faza grupowa | Pierwsza Faza grupowa | Druga Faza grupowa | Druga Faza grupowa | Faza Eliminacyjna | Faza Eliminacyjna | Runda finałowa   | Runda finałowa | Pozycja |
| Zawodniczka         | Konkurencja          | Przeciwnik Wynik      | Pozycja               | Przeciwnik Wynik   | Pozycja            | Przeciwnik Wynik  | Pozycja           | Przeciwnik Wynik | Pozycja        | Pozycja |
| ------------------- | -------------------- | --------------------- | --------------------- | ------------------ | ------------------ | ----------------- | ----------------- | ---------------- | -------------- | ------- |
| Milady Tack-Fang    | floret indywidualnie | NO                    | 3. Q                  | NO                 | 6.                 | NQ                | NQ                | NQ               | NQ             | NQ      |
| Margarita Rodríguez | floret indywidualnie | NO                    | 5.                    | NQ                 | NQ                 | NQ                | NQ                | NQ               | NQ             | NQ      |

### Wioślarstwo
Mężczyźni
| Zawodnik                                                              | Konkurencja           | Eliminacje | Eliminacje | Repasaże | Repasaże | Półfinał | Półfinał | Finał | Finał   | Pozycja |
| Zawodnik                                                              | Konkurencja           | Czas       | Miejsce    | Czas     | Miejsce  | Czas     | Miejsce  | Czas  | Miejsce | Pozycja |
| --------------------------------------------------------------------- | --------------------- | ---------- | ---------- | -------- | -------- | -------- | -------- | ----- | ------- | ------- |
| Heriberto Martínez                                                    | czwórka ze sternikiem | 8:14,20    | 6. Q       | 8:20,92  | 6.       | NQ       | NQ       | NQ    | NQ      | NQ      |
| Eralio Cabrera Norge Marrero                                          | dwójka bez sternika   | 7:51,94    | 5. Q       | 7:50,88  | 5.       | NQ       | NQ       | NQ    | NQ      | NQ      |
| Mario Tabio Teófilo López Jesús Rosello                               | dwójka ze sternikiem  | 8:23,39    | 5. Q       | 7:57,01  | 2. Q     | 8:11,82  | 6.       | NQ    | NQ      | 10.     |
| Ramón Luperón Santiago Cuesta Jorge López Lázaro Rivero Roberto Ojeda | czwórka ze sternikiem | 7:41,11    | 4. Q       | NO       | 3. Q     | 7:26,62  | 6.       | NQ    | NQ      | 11.     |

### Zapasy
Mężczyźni - styl wolny
| Zawodnik          | Konkurencja | 1 Runda            | 2 Runda            | 3 Runda          | 4 Runda             | 5 Runda          | Runda finałowa   | Runda finałowa |
| Zawodnik          | Konkurencja | Przeciwnik Wynik   | Przeciwnik Wynik   | Przeciwnik Wynik | Przeciwnik Wynik    | Przeciwnik Wynik | Przeciwnik Wynik | Pozycja        |
| ----------------- | ----------- | ------------------ | ------------------ | ---------------- | ------------------- | ---------------- | ---------------- | -------------- |
| José Ramos        | - 63 kg     | Todorow P TF/10:09 | Senosa W TF/5:57   | Al-Karaghouli W  | NQ                  | NQ               | NQ               | NQ             |
| Francisco Lebeque | - 70 kg     | Vario W            | Ramonow W TF/10:50 | Rost P           | Chand P TF/6:49     | NQ               | NQ               | NQ             |
| Lupe Lara         | - 87 kg     | Knoll W            | Chardonnens W      | Endo P           | Guriewicz P TF/0:49 | NQ               | NQ               | NQ             |